# Лысый — волосатый
«Лы́сый — волоса́тый» — распространённая политическая шутка, основанная на закономерности чередования руководителей России и СССР в течение последних двух веков, с декабря 1825 года, когда на царский трон взошёл обладавший не очень пышной шевелюрой Николай I. В рамках шутки утверждается, что руководители страны сменяют друг друга, строго чередуясь между лысыми (либо явно лысеющими) и нелысыми («волосатыми») мужчинами. Чередование прослеживается с «лысого» императора Николая I вплоть до «лысого» президента Владимира Путина и в значительной степени является правдой, если абстрагироваться от некоторых условностей подсчёта.

## Список
| Лысый (с плешью) правитель  | Портрет | Волосатый (без плеши) правитель | Портрет |
| --------------------------- | ------- | ------------------------------- | ------- |
| Николай I (1825—1855)       |         | Александр II (1855—1881)        |         |
| Александр III (1881—1894)   |         | Николай II (1894—1917)          |         |
| Георгий Львов (1917)        |         | Александр Керенский (1917)      |         |
| Владимир Ленин (1917—1924)  |         | Иосиф Сталин (1924—1953)        |         |
| Никита Хрущёв (1953—1964)   |         | Леонид Брежнев (1964—1982)      |         |
| Юрий Андропов (1982—1984)   |         | Константин Черненко (1984—1985) |         |
| Михаил Горбачёв (1985—1991) |         | Борис Ельцин (1991—1999)        |         |
| Владимир Путин (2000—2008)  |         | Дмитрий Медведев (2008—2012)    |         |
| Владимир Путин (c 2012)     |         |                                 |         |

## Дополнительные рассуждения
«Императорская» часть списка может иметь продолжение в лице брата Николая II великого князя Михаила Александровича, формально царствовавшего один день и имевшего прическу, более чем укладывающуюся в вышеназванную закономерность, и внука Александра II Кирилла Владимировича, в эмиграции объявившего себя императором.
В советское время (для правителей после Ленина, главы СНК), действие закономерности распространяется на Генеральных (Первых) секретарей ЦК. По отношению же к Председателям ВЦИК и позже Председателям Президиума Верховного Совета СССР, номинально являвшихся первыми лицами государства, её действие не прослеживается.
После смерти Сталина, который не оставил после себя явного преемника, все важнейшие решения принимались коллективно на заседаниях Президиума ЦК КПСС. Реальная власть сосредоточилась в руках триумвирата, занявшего ключевые посты: Георгия Маленкова (председатель Совмина СССР), Лаврентия Берии (министр внутренних дел-МГБ) и Никиты Хрущёва (секретарь ЦК). Двое последних были «лысыми», Маленков — «волосатым».
В июне 1953 года Берия был арестован, а в сентябре Хрущёв избран Первым секретарём ЦК КПСС. Лидером оставался Маленков, так как председательствовал на заседаниях Президиума ЦК КПСС, однако он постепенно терял власть и в феврале 1955 года был подвергнут критике и отправлен в отставку с поста председателя Совмина.

Писатель Владимир Савченко (о нём см. ниже) также отмечает случай Маленкова и предлагает подтвердить теорию, включив в список правителей Берию: 

После Сталина ПредСовМином стал Маленков — тоже волосатый, брюнет. Опять не так. Но погоди, реальным-то хозяином СССР был тогда маршал Берия, глава МВД и МГБ — лысый. Все были в его руках. Поэтому с ним и обошлись, как с монархом: составили заговор — захватили — убили. И вот тогда реальным главой стал волосатый Маленков. Но тоже ненадолго, до избрания 1-м секретарём ЦК КПСС лысого Хрущёва…
В постсоветский период закономерность распространилась на Виктора Черномырдина. 5 ноября 1996 года президент Ельцин, которому предстояла хирургическая операция на сердце, подписал указ № 1534, назначавший Черномырдина (в то время главу правительства) на время операции врио Президента РФ. В результате Черномырдин около суток исполнял обязанности главы государства (с 7:00 5 ноября до 6:00 6 ноября 1996); при этом его причёска соответствует закономерности «лысый — волосатый».
В августе 1991 года, во время отстранения ГКЧП «лысого» Горбачёва, и. о. Президента СССР был назначен вице-президент Геннадий Янаев, который был «волосатым». После провала путча Горбачёв вернул себе власть, но уже 25 декабря был вынужден покинуть свой пост. Интересно, что Янаев фактически противостоял Б. Н. Ельцину, который также был «волосатым». В аналогичной ситуации в октябре 1993 года оказался вице-президент РФ Александр Руцкой. В контексте шутки — именно этим объясняется их поражение.
Владимир Путин, победивший на выборах президента в 2012 году, стал первым лицом, вернувшимся на президентский пост после перерыва, и продолжил традицию чередования.

## Происхождение и использование шутки
Так как шутка основана на эмпирических данных, единого автора у неё, скорее всего, не существует. Сложно точно установить, когда именно была замечена описанная закономерность.
Закономерность стала широко известной в период правления Л. И. Брежнева: накопилось достаточно материала для размышлений, а обстановка эпохи застоя способствовала развитию подобного рода фольклора. В печати одними из первых наблюдение о чередовании причёсок среди лидеров СССР высказали французский писатель Ромен Гари и советский писатель-диссидент Владимир Войнович. В 1987 году Войнович написал эссе «Борьба лысых и волосатых», в котором высказал мысль о том, что «лысые» правители были революционерами или реформаторами, а «волосатые» — реакционерами:

Тысячи высокооплачиваемых советологов вглядываются в лица советских руководителей, вникают в их многочасовые и невнятные речи, отыскивая между строк смутные намеки на голубиное или ястребиное направление мыслей. […] Вся эта гигантская работа не дала до сих пор серьёзных результатов, между тем как соотношение сил на советских верхах можно определить с первого взгляда, если воспользоваться моей новой и гораздо более правильной методологией и делить кремлёвских правителей не на ястребов и голубей, а на лысых и волосатых.
Некий наблюдательный человек заметил, что смена лысых и волосатых руководителей в Кремле происходит с такой же неизбежностью, как смена дня и ночи. И в самом деле. Ленин был лысый, Сталин — волосатый, Хрущев — лысый, Брежнев — волосатый, Андропов — лысый, Черненко — волосатый, а какой Горбачев объяснять не приходится, его портрет известен всем.
Из этого открытия, которое следует считать революционным и фундаментальным, можно вывести ряд определённых закономерностей. Вот они. Все лысые (Ленин, Хрущев, Андропов, Горбачев) революционеры или, по крайней мере, реформаторы. Все волосатые — реакционеры. Все лысые были утопистами и, в конце концов, терпели поражение. Ленин хотел построить коммунизм, не построил. Хрущев собирался засеять всю территорию СССР кукурузой, перегнать Америку по мясу и молоку и тоже построить коммунизм, но не достиг успеха ни в том, ни в другом, ни в третьем. Андропов намеревался укрепить дисциплину и повысить производительность труда, но не успел. Чем кончатся усилия Горбачева, мы пока не знаем, — но опыт его предшественников наводит на грустные размышления.
Волосатые, напротив, всегда добивались того, чего хотели. Сталин хотел превратить Советский Союз в супердержаву, чего и достиг. Брежнев хотел стать маршалом и писателем. Стал и тем и другим. У Черненко, когда он пришел к власти, могло оставаться только одно желание — быть похороненным на Красной площади, он там и есть.

В 1992 году на закономерность обратили внимание сатирик Михаил Задорнов и писатель Владимир Савченко.

 «Кто будет следующим президентом?». Знаете что, я не могу предсказывать точно. У меня так не получится. Я могу только суть. Следующим будет лысый. А что вы смеетесь? Я ещё не сказал почему, а вы уже хохочете сразу. Лысый точно. Потому что есть точная формула, по которой меняются наши правители. Объясняю, Ленин был лысый, Сталин с волосами, Хрущев был лысый, Брежнев с волосами, Андропов был лысый, Черненко с волосами, Горбачев был лысый, Ельцин с волосами. Следующий будет лысый. Я думаю, что Жванецкий.— Михаил Задорнов - В каждой шутке есть доля шутки (1992)
Владимир Савченко «продлил» действие закономерности до Временного правительства и Николая II и тоже связал тип причёски с тираническими и демократическими наклонностями её обладателей:

Поупражняйтесь, кому не лень, в подбрасывании монетки: сколько будет фактов строгого чередования «орла» и «решки» для семи, например, подбрасываний с кручением. Уверен, не у многих хватит терпения дождаться этого результата. А это вероятность всего 1/64-я. А чтоб ТРИНАДЦАТЬ раз выпали поочередно орёл и решка, это вероятность 1/4000-я. Не стоит и пытаться, жизни не хватит. То есть это не случай, закон. Какой, чей?.. Это Космос «лидеров» так метит?

Новое прочтение шутка приобрела в середине 1990-х годов, когда с её помощью «обосновывалась» неизбежность победы на президентских выборах 1996 года лысого Геннадия Зюганова. Также в популярных юмористических телепередачах «Городок» (ведущие Илья Олейников и Юрий Стоянов) и «Джентльмен-шоу» обсуждали операцию по искусственному облысению, если президентом станет Владимир Жириновский или Александр Руцкой (перед президентскими выборами 1996 года).
В современной России шутка весьма распространена и широко используется сатириками, в анекдотах, юморесках, а также в самых разных политологических и околополитических рассуждениях:

«Лысый — волосатый. Лысый — волосатый. Лысый — волосатый. Вот так мы выбираем себе лидеров, — усмехнулась моя подруга из Санкт-Петербурга, когда я спросила её, ходила ли она голосовать на выборы. — Ну сама подумай: Ленин был лысый — а Сталин волосатый; Хрущев — лысый, Брежнев — волосатый, Горбачев — опять лысый. Ельцин был волосатый, а Путин — практически лысый. Так что Медведев просто не мог не победить».

## Другие чередования российских правителей
Алексей Хомяков, один из теоретиков славянофильства, предсказывал после смерти Николая I, что наследник, Александр II, будет способным правителем и проводником реформ. По его подсчётам, «в России хорошие и дурные правители чередуются через одного: Пётр III плохой, Екатерина II хорошая, Павел I плохой, Александр I хороший, Николай I плохой, Александр II будет хорошим».

### Мужчина — женщина
Согласно другим наблюдениям, годы с 1682 по 1801 характеризуются строгим чередованием на троне мужчин и женщин (Пётр I Алексеевич, Екатерина I Алексеевна, Пётр II Алексеевич, Анна Иоанновна, Иван VI Антонович, Елизавета Петровна, Пётр III Фёдорович, Екатерина II Алексеевна, Павел I Петрович). В 1797 году после реформы престолонаследия, проведённой Павлом I, женщины лишились права занимать российский престол за исключением случаев, когда нет ни одного представителя династии по мужской линии. Кроме того, если считать правителем регентшу царевну Софью, то в список, помимо неё, входит Фёдор Алексеевич, взошедший на престол в 1676 году.

### Убитый — умерший
Есть и другая последовательность чередования, выполнявшаяся с 1730 по 1825 год и, со смещением, с 1825 по 1917 год: так, Анна Иоанновна умерла своей смертью, а Иван VI Антонович был убит, Елизавета Петровна умерла, Пётр III убит, Екатерина II умерла, Павел I убит, Александр I умер. Несмотря на то, что его преемник Николай I также умер собственной смертью, последовательность имела место, только со смещением на одного правителя: Николай I умер, Александр II убит, Александр III умер, Николай II убит (через полтора года после отречения).

## Повторение закономерности в отношении председателей правительства
С 1999 года председатели российского правительства также чередуются в соответствии с данным принципом: «волосатый» Степашин, «лысый» Путин, «волосатый» Касьянов, «лысый» Фрадков, «волосатый» Зубков, «лысый» Путин, «волосатый» Медведев, «лысый» Мишустин.
- Сергей Степашин
- Владимир Путин
- Михаил Касьянов
- Михаил Фрадков
- Виктор Зубков
- Владимир Путин
- Дмитрий Медведев
- Михаил Мишустин

Данная закономерность справедлива, если не учитывать исполняющих обязанности председателя правительства.